# Посольство России в Польше
Посольство России в Польше — дипломатическое представительство Российской Федерации в Республике Польша, расположенное в столице государства — Варшаве.

## История российско-польских отношений
История Польши и история России очень тесно связаны в течение многих веков. Для этих отношений характерны частые смены мирных периодов с вооружёнными конфликтами.
В ходе многочисленных войн в течение XVI—XVII веков отдельные области и территории, расположенные вблизи границ двух государств, переходили от Польши к России и обратно.
В результате раздела Речи Посполитой и передела в Европе на Венском конгрессе в 1814—1815 гг Российской империи отошла большая часть Варшавского княжества, на территории которого было образовано Царство Польское, просуществовавшее в унии с Российской империей 100 лет.
С приходом к власти большевиков в 1918 году российское правительство аннулировало все договоры царского правительства о разделах страны, а после поражения Германии в Первой мировой войне Польша стала независимым государством.
Дипломатические отношения между РСФСР и Польской Республикой были установлены в 1921 году (с 1923 года с СССР) и просуществовали до начала Второй мировой войны, которая началась 1 сентября 1939 года нападением на Польшу.
В конце Второй мировой войны территория Польши была полностью освобождена войсками Красной Армии и Войска Польского, воевавшими вместе за освобождение Польши от немецко-фашистских захватчиков. В боях за освобождение Польши погибли более 600 тысяч советских солдат и офицеров.
По решению Потсдамской конференции 1945 года Польше были возвращены её западные земли, установлена граница по Одеру-Нейсе.
К власти в Польше в 1945 году пришла Польская объединённая рабочая партия и было провозглашено строительство социалистического общества.
Дипломатические отношения между Польшей и СССР были установлены ещё до окончания Второй мировой войны — 5 декабря 1945 года.
С распадом СССР правопреемником сложившихся отношений между СССР и ПНР, правовым фундаментом которых служили свыше 40 межгосударственных и межправительственных договоров и соглашений, подписанных за последние 18 лет, стала Российская Федерация, к которой отошли по договорённости между бывшими союзными республиками СССР все долги СССР и все его активы за рубежом (так называемый «нулевой вариант»), в том числе и на территории Польши, включая бывшее посольство СССР в Польской Народной Республике.
Российско-польские отношения новейшей истории в период после распада СССР также имеют некоторые периоды спада и подъёма. В начале 2010-х Польша заявляла, что будет поддерживать процесс примирения и сближения с пост-советской Россией.

## Здание посольства
После установления дипломатических отношении в 1921 году посольство СССР располагалось в здании отеля «Римский» по улице Трембацкая. Позднее, в декабре 1924 года для посольства покупается новое помещение по улице Познанская, 15. В годы Второй мировой войны это здание было разрушено и требовало восстановления, поэтому в течение более 10 послевоенных лет (с 1945 по 1955 годы) советское дипломатическое представительство размещалось в здании жилищного кооператива по Аллее Шуха, 2/4.
В начале 1950-х годов польские власти выделили участок земли, расположенный рядом с парком Лазенки, между улицами Бельведерская, Кленовая, Спацеровая и Завротная, для строительства нового здания Посольства.
Проектированием нового здания посольства занималась мастерская архитектора Л. В. Руднева, автора здания Московского университета на Ленинских горах. По проектам этой же мастерской было построено в Варшаве Дворец культуры и науки. Руководителями проекта нового здания посольства были архитекторы А. П. Великанов и И. Е. Рожин.
Новое здание посольства СССР в Польской народной республике было введено в эксплуатацию 12 ноября 1955 года.
После распада СССР здание отошло к Российской Федерации. Внутри здания посольства расположены пять представительских залов: Каминный, Зеркальный, Круглый, Золотой (Суконный) и Мраморный. В них регулярно проводятся различные протокольные мероприятия, приёмы, конференции и встречи.
Здание Посольства России в Польше является одним из наиболее значимых объектов российской недвижимости за рубежом, а также одним из красивейших зданий польской столицы.